# ردود الفعل على سقوط كابول (2021)
وقعت مدينة كابول عاصمة جمهورية أفغانستان الإسلامية في 15 أغسطس من عام 2021 في قبضة طالبان، خلال هجوم طالبان في عام 2021، لتنتهي بذلك الحرب التي بدأت في أفغانستان منذ عام 2001. أثار سقوط كابول مجموعة من ردود الفعل في جميع أنحاء العالم، بما في ذلك مناقشات بشأن الاعتراف بطالبان كحكومة لأفغانستان والحالة الإنسانية في البلد ونتائج الحرب ودور التدخل العسكري في الشؤون العالمية.

## ردود فعل الشعب في أفغانستان
ضغط الرئيس الأفغاني السابق حامد كرزاي علنًا من أجل انتقال سلمي للسلطة واعدًا بأنه سيبقى في كابول مع بناته. أصدر الرئيس أشرف غني في نحو الساعة 11:00 صباحًا بيانًا قال فيه أنه فر في محاولة منه لتجنب معركة دموية وأن «طالبان فازت بفعل سيوفها وبنادقها».
شارك المؤلف الأفغاني خالد حسيني مخاوفه بشأن مستقبل حقوق المرأة في أفغانستان وأعرب عن أمله في ألا تعود طالبان إلى «العنف والقسوة» المتبعة في التسعينيات من القرن العشرين. جادل الصحي علي م. لطيفي بأنه «مرة أخرى، استيقظ الشعب الأفغاني من أجل يوم الاستقلال الذي يقطر من سخرية الأقدار والتناقضات وعدم الارتياح».
ذكر أحمد سارماست، مدير المعهد الوطني الأفغاني للموسيقى، أن نظام طالبان السابق قد حول أفغانستان إلى «أمة صامتة» وأعرب عن خوفه من إغلاق طالبان للمعهد، مما سيجعل من أفغانستان «مجتمعًا دون موسيقى، وهو ما يشكل مجتمعًا ميتًا». شاركت صحرا كريمي وهي مخرجة أفلام ورئيسة منظمة الأفلام في أفغانستان، بشكل علني عملية هروبها على حسابها الشخصي من خلال فيديو انتشر سريعًا قالت فيه: «ذهبت إلى البنك للحصول على المال، لقد أغلقوا وأخلو المكان. لا زلت لا أستطيع تصديق ما حدث...إنهم قادمون لقتلنا». بعد أن فاتتها رحلة إلى أوكرانيا بسبب الازدحام حيث ضمنت لها الأكاديمية السلوفاكية للأفلام مكانًا لها، تمكنت في وقت لاحق من اللحاق بالرحلة. بعد وصولها بأمان، بدأت تنظيم محاولات لتأمين هروب غيرها من صناع الأفلام في أفغانستان، محذرة من أن طالبان يمكن أن ترتكب «إبادة جماعية في حق صناع الأفلام والفنانين».
صرحت خالدة بوبال، الرئيسة السابقة لفريق كرة القدم الوطني الأفغاني للسيدات، بأن هذا «صدمة لجيلها في أن يرى التاريخ يعيد نفسه». ذكر ساميولاه شينواري من فريق الكريكيت الوطني في أفغانستان أن يوم 15 أغسطس كان «اليوم الذي خسر الأفغان فيه بلادهم وقد وقف العالم كله يشاهد فقط». تحدث العديد من أعضاء فريق الكريكيت الوطني ضد طالبان ونشروا صورًا لجمهورية أفغانستان الإسلامية في يوم الاستقلال الأفغاني.
أثار سقوط كابول عددًا من الاحتجاجات في أفغانستان، نظمها بشكل خاص الديمقراطيون الإسلاميون والنسويون. شهد الوضع أيضًا تشكيل جبهة المقاومة الوطنية الأفغانية المناهضة لطالبان وبداية صراع بنجشير. حذر قائد جبهة المقاومة الوطنية في أفغانستان أحمد مسعود من الحرب الأهلية، بحجة «أننا كنا نواجه الاتحاد السوفيتي، وسنكون قادرين على مواجهة طالبان».

## الحكومات الدولية

### أفريقيا
- جنوب أفريقيا: ذكرت وزارة العلاقات والتعاون الدولية أنه قد أُنشئت اتصالات مع مواطني جنوب إفريقيا الذين تقطعت بهم السبل في أفغانستان من خلال مفوضية جنوب إفريقيا العليا إلى باكستان، وأنها مسؤولة أيضًا عن العلاقات الدبلوماسية مع أفغانستان، وأن الجهود المبذولة لضمان سلامتهم وتوفير المساعدة للقنصلية جارية. أعربت حكومة جنوب إفريقيا عن قلقها إزاء محنة الآلاف من الأفغان الذين نزحوا بسبب تفاقم الوضع الأمني ودعت «السلطة المسؤولة لضمان حماية سيادة القانون وحقوق الإنسان وسلامة جميع الأفغان والمواطنين الأجانب على حد سواء»، ودعت أيضًا «جميع المجموعات العسكرية والأمنية لممارسة ضبط النفس والسعي للمفاوضات التي تهدف إلى استعادة الاستقرار وإنشاء حكومة شرعية».[16]
- أوغاندا: أعلنت كمبالا أنها على استعداد لاستقبال 2000 لاجئ أفغاني.[17]

### الأمريكتان
- الأرجنتين: دعت وزارة الخارجية جميع الأطراف إلى استعادة النظام والحوار المفتوح مع حث طالبان على احترام حقوق الإنسان. حثت وزارة الخارجية أيضًا طالبان على السماح لأولئك الذين يرغبون في مغادرة أفغانستان القيام بذلك وطالبت المؤسسات الإنسانية بالوصول إلى السكان.[18]
- البرازيل: أعربت وزارة الخارجية عن قلقها إزاء عدم الاستقرار المتزايد، ليس فقط في أفغانستان بل في منطقة آسيا الوسطى بأكملها. دعت البلاد إلى مشاركة سريعة لمجلس الأمن الدولي، معربة عن دعم إجمالي لبعثة الأمم المتحدة التي تهدف لتقديم المساعدة في أفغانستان.[19]
- كندا: أعلنت الحكومة الكندية أنها ستعلق عمليات السفارة في أفغانستان.[20] أُرسل عدد غير معلن من جنود قيادة قوات العمليات الخاصة الكندية للمساعدة في إجلاء السفارة وإغلاقها.[21] أرسلت القوات المسلحة أيضًا طائرتين لوكهيد سي-130 هيركوليز وطائرة بوينغ سي-17 غلوب ماستر 3 إلى الكويت للمساعدة في الإجلاء.[22] ذكرت الحكومة الكندية أنها ستستقبل ما يصل إلى 20 ألف لاجئ يواجهون تهديدات من طالبان.[23]
- الولايات المتحدة: صرح الرئيس الأمريكي جو بايدن بأن استمرار وجود القوات الأمريكية في أفغانستان «لن يحدث فرقًا» إذا لم يتمكن الجيش الأفغاني من الحفاظ على السيطرة على البلاد.[24]
- الأوروغواي: أعربت وزارة العلاقات الخارجية عن قلقها إزاء «التدهور السريع للحالة في أفغانستان» ودعت جميع الأطراف إلى «احترام التزامات القانون الإنساني الدولي بشكل كامل»، والجهات الفاعلة السياسية باحترام «الجهود اللازمة لضمان احترام وحماية حقوق الإنسان والحريات الأساسية للشعب الأفغاني بأكملها».[25]

### آسيا
- الصين: انتقد وزير الخارجية وانغ يي انسحاب قوات حلف الناتو بقيادة الولايات المتحدة، وحثهم على الانسحاب «بطريقة مسؤولة ومنظمة».[26]
- الهند: أجلت الهند سفيرها والموظفين الدبلوماسيين من سفارتها في كابول. وقدمت الحكومة الهندية ترتيبات لإعادة مواطنيها.[27]
- إندونيسيا: ذكرت الحكومة الإندونيسية أنها تراقب الوضع في أفغانستان، وإنها مستعدة لمغادرة أفغانستان إذا لزم الأمر.[28] سيجري الحفاظ على السفارة الإندونيسية في كابول.[29] أجلى سلاح الجو الإندونيسي في 20 أغسطس من عام 2021، 26 من المواطنين الإندونيسيين.[30]
- إيران: قال الرئيس إبراهيم رئيسي «إن الهزيمة العسكرية الأمريكية والانسحاب من أفغانستان يجب أن يصبحا فرصة لاستعادة الحياة والأمن والسلام الدائم فيها. إيران تدعم الجهود المبذولة لاستعادة الاستقرار في أفغانستان، وتدعو جميع الفئات فيها إلى الوصول لاتفاق وطني»[31]
- العراق: أكد وزير الخارجية العراقي فؤاد حسين، في 24 أغسطس أن قضية اعتراف بغداد بطالبان الأفغانية «سابق لأوانه»، بينما تحدث عن مخاوف العراق من أن تحركات طالبان قد تلهم بقية المنظمات الإرهابية للعمل في المنطقة. وحول مسألة إخلاء المواطنين العراقيين، قال: ليس لدينا دبلوماسيين وليس لدينا مجتمع عراقي في أفغانستان».[32]
- اليابان: أعلنت وزارة الدفاع اليابانية عن إطلاق طائرة سي-2 كاواساكي من قاعدة ميهو الجوية في 23 أغسطس وطائرتي سي-130 من قاعدة كوماكي في 24 أغسطس لإجلاء المواطنين اليابانيين والأفغان الذين يعملون في السفارة اليابانية. قال وزير الدفاع نوبو كيشي إن الإرسال قدم بموجب المادة 84 من قانون قوات الدفاع عن النفس. يسمح لموظفي جاي جي إس دي إف وجاي إيه إس دي إف المتجهون إلى أفغانستان باستخدام أسلحة خفيفة للدفاع عن أنفسهم[33] بموجب قانون صندوق الأمن العام بسبب الوضع الأمني في كابول.[34] أُجلي معظم الدبلوماسيين في 15 أغسطس إلى تركيا.[35] في 26 أغسطس من عام 2021، أرسلت طائرة بوينغ777 -300 أي آر تحت قيادة سلاح الجو الياباني إلى إسلام آباد للتحضير لإجلاء اللاجئين.[36]